# Spiraeoideae
La subfamilia Spiraeoideae es una subfamilia de plantas de flores perteneciente al orden Rosales. 
La mayoría son arbustos, pero también hay algunas hierbas. La mayoría tiene hojas simples, pero el género Aruncus y Sorbaria tienen hojas pinadas. Los carpelos son distintos y pocos (2-5). Casi todos los géneros de la tribu Spiraeoideae producen flores conteniendo semillas que maduran a frutos que son agregados de folículos.